# POSB 은행
POSB 은행(영어: POSB Bank)은 싱가포르의 은행이며 싱가포르에서 가장 오래된 지역 은행이다. 1877년 1월 1일에 우체국 저축 은행으로 설립 된이 은행은 현재 DBS 은행의 일부로 운영되어 1998년 11월 16일에 기관과 자회사를 인수했다.
인수 전에 은행은 싱가포르에 저렴한 은행 서비스를 제공하는 주요 공공 은행이었다. DBS 은행는 기본 저축 계좌 비용을 낮게 유지하고 21 세 미만의 풀 타임 학생과 정규직 공무원에게 은행 비용을 면제 시키겠다고 약속함으로써 이러한 전통을 계속 유지하려고 한다.

## 역사

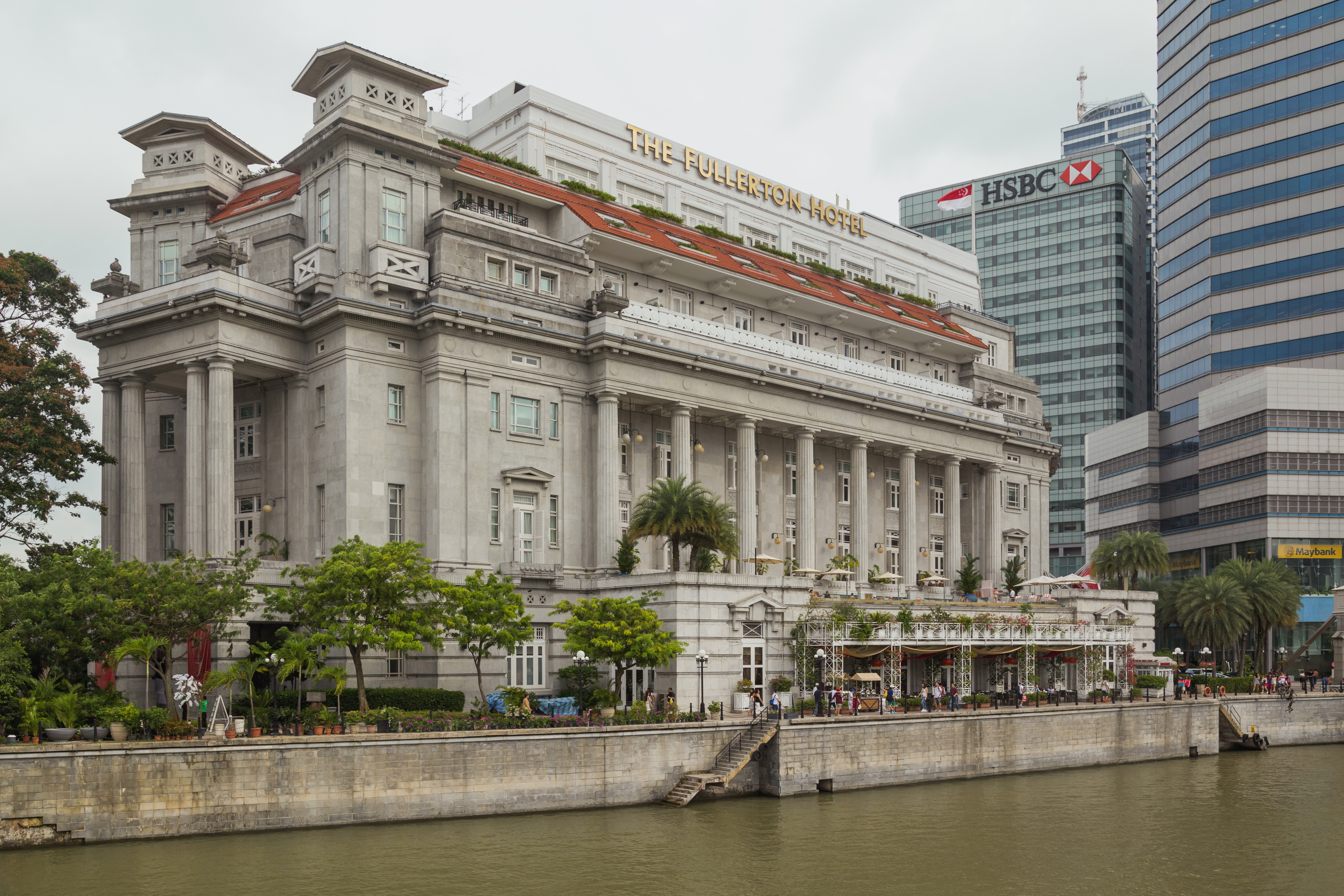
더 풀러턴 호텔에 의해 점령 된 전 일반 우체국 건물.

1877년 1월 1일POSB (Post Office Savings Bank) 로 설립 된이 은행은 해협 식민지의 우편 서비스 부서에 속해 있으며 식민지 정부에 의해 은행 서비스를 제공하기 위해 설립되었다 소득 시민. 래플스 플레이스의 일반 우체국 건물에 본사를 둔이 은행은 우체국 장의 관할하에 있으며해협식민지주지사에 의해 임명 된 관리위원회가 은행 정책을 감독했다. 1877년부터 1940년까지 은행은 같은 기간 동안 총 예금이 19,862에서 143 만 해협 달러로 증가한 반면, 계좌는 꾸준히 증가하여 211에서 57,000으로 증가했다.

### 거부와 부흥
1955년에 정점에 도달 한이 은행은 1957년에서 1966년까지 천천히 감소했으며 총 예금은 5 천만 달러 아래에서 3,740 만 달러로 떨어졌다. 1965년 싱가포르의 독립 이후,이 나라는 빠른 산업화 프로그램을 겪었다. 유아 도시 국가의 인프라를 개발하기 위해  금융부 장관, 우칭 루이, 저축 은행위원회 설립 (나중에 영구 자문위원 회로 재구성) POSB를 통해 국내 저축을 촉진하여 국가 발전을 위한 비 인플레이션 자금원을 정부에 제공한다. 저축 은행위원회의 권고에 따라 계좌의 인출 한도는 7 일에 한 번 200 싱가포르 달러에서 3 일에 한 번 500 싱가포르 달러로, 은행 업무 시간이 길고, POSB 저축 계좌에 대한이자 소득 소득세 면제 및 비수용 운영 계정에 대한 로마자 서명. 또한 모든 정부 및 공립 학교들 사이에서 저축 경쟁이 조직되어 학생들이 은행에 계좌를 개설하도록 장려하는 POSB 행운 추첨의 인센티브가 있다. 1966년부터 1969년까지 개설 된 신규 계좌의 수가 10,596 개에서 174,506 개로 증가하여 1969년에 총 5,790 만 싱가포르 달러가 예금되었다.

### 법정위원회, 새로운 서비스 및 시설

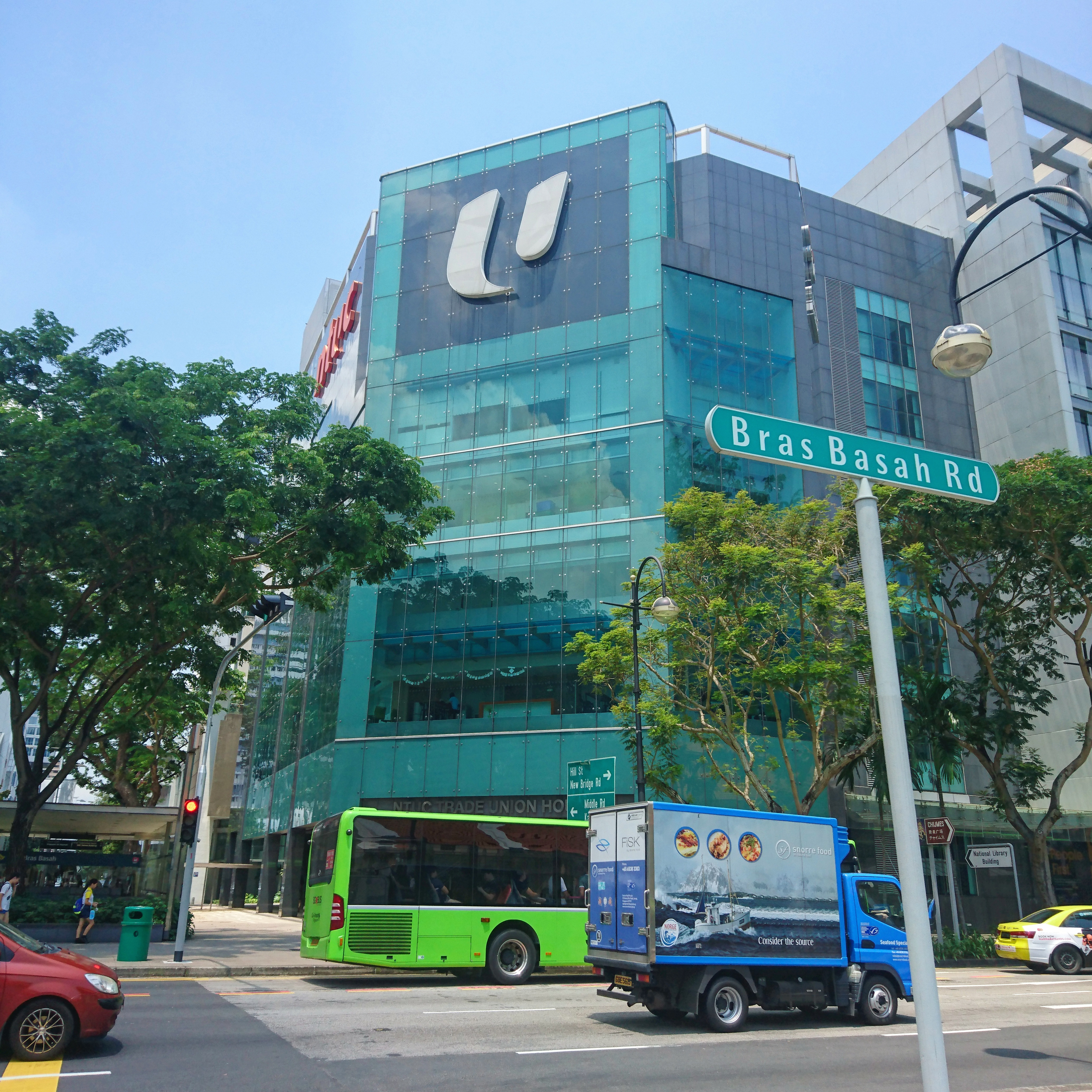
1980년대 POSB의 본사였던 이전 POSB 센터는 현재 NTUC Trade Union House로 알려져 있다.

1971년 은행은 통신부 산하에 법정 이사회가 될 것이라고 발표했다. 우체국 저축 은행 법안은 1971년 7월 30일 의회에서 통과되었으며 1971년 싱가포르 우체국 저축 은행법이 발효 된 후 1972년 1월 1일 우체국의 지점이되지 않았다. 1974년에 은행은 재무부의 일부로 이전되었다. Credit POSB Pte Ltd는 같은 해에 HDB 주택 소유와 관련된 맞춤형 대출을 제공하기 위해 설립되었다.
1976년 POSB는 백만 명의 예금자를 보유한 반면 예금은 10 억 달러 (S $)를 넘었다. 1980년에 패스 카드를 도입하고 교장을 설립했다. 1981년에 최초의 Cash-On-Line ATM이 뉴턴 지점에 개설되었다. 1983년 본사는 브라스 바사로드의 POSBank 센터 인 새로운 8 층 건물로 이전했다. 1984년 경상 계정 시설이 도입되었고 1986년까지 예금은 100 억 싱가포르 달러를 넘었다.

### DBS 은행의 인수

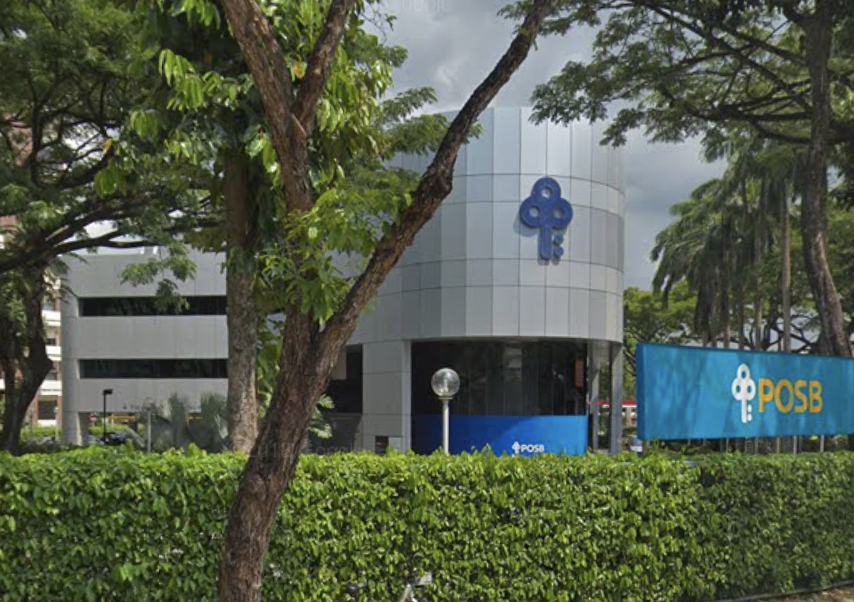
POSB 뉴턴 지점

우체국 저축 은행은 1990년 3월에 POSBank로 이름이 변경되었다. 1998년 7월 24일, 재무부는 1998년 11월 16일에 16 억 싱가포르 달러로 완전히 인수 된 DBS Bank에 의한 POSBank 인수를 발표했다. 동시에, 재무부 (Ministry of Finance) 하에서 법정위원회로서의 존재는 중단되었다. POSB는 여전히 싱가포르에서 가장 많은 수의 은행 지점 중 하나, 특히 교외 지역에서 운영하고 있으며 싱가포르 전역에서 가장 많은 수의 ATM 매장을 운영하고 있다. 두 은행의 통합으로 어느 은행의 고객도 시설을 공유 할 수 있었다. DBS 은행 예금자는 POSBank 지점에 섬 전체에 설치된 현금 예금 기계를 사용할 수 있으며 그 반대도 가능하다.

## 같이 보기
- DBS 은행